# Distrito de Lille
El distrito de Lille es un distrito (en francés arrondissement) de Francia, que se localiza en el departamento Norte (en francés Nord), de la región Alta Francia. Cuenta con 28 cantones y 124 comunas.
La capital de un departamento se llama subprefectura (sous-préfecture). Cuando un departamento contiene la prefectura (capital) del departamento, esa prefectura es la capital del distrito, y se comporta tanto como una prefectura como una subprefectura.

## División territorial

### Cantones
Los cantones del distrito de Lille son:
1. Armentières
2. La Bassée
3. Cysoing
4. Haubourdin
5. Lannoy
6. Lille-Centre
7. Lille-Est
8. Lille-Nord
9. Lille-Nord-Est
10. Lille-Ouest
11. Lille-Sud
12. Lille-Sud-Est
13. Lille-Sud-Ouest
14. Lomme
15. Marcq-en-Baroeul
16. Pont-à-Marcq
17. Quesnoy-sur-Deûle
18. Roubaix-Centre
19. Roubaix-Est
20. Roubaix-Nord
21. Roubaix-Ouest
22. Seclin-Nord
23. Seclin-Sud
24. Tourcoing-Nord
25. Tourcoing-Nord-Est
26. Tourcoing-Sud
27. Villeneuve-d'Ascq-Nord
28. Villeneuve-d'Ascq-Sud

### Comunas
| 1. Allennes-les-Marais (59005)       | 2. Annoeullin (59011)            | 3. Anstaing (59013)               | 4. Armentières (59017)                |
| 5. Attiches (59022)                  | 6. Aubers (59025)                | 7. Avelin (59034)                 | 8. Bachy (59042)                      |
| 9. Baisieux (59044)                  | 10. La Bassée (59051)            | 11. Bauvin (59052)                | 12. Beaucamps-Ligny (59056)           |
| 13. Bersée (59071)                   | 14. Bois-Grenier (59088)         | 15. Bondues (59090)               | 16. Bourghelles (59096)               |
| 17. Bousbecque (59098)               | 18. Bouvines (59106)             | 19. Camphin-en-Carembault (59123) | 20. Camphin-en-Pévèle (59124)         |
| 21. Capinghem (59128)                | 22. Cappelle-en-Pévèle (59129)   | 23. Carnin (59133)                | 24. La Chapelle-d'Armentières (59143) |
| 25. Chemy (59145)                    | 26. Chéreng (59146)              | 27. Cobrieux (59150)              | 28. Comines (59152)                   |
| 29. Croix (59163)                    | 30. Cysoing (59168)              | 31. Deûlémont (59173)             | 32. Don (59670)                       |
| 33. Emmerin (59193)                  | 34. Englos (59195)               | 35. Ennetières-en-Weppes (59196)  | 36. Ennevelin (59197)                 |
| 37. Erquinghem-Lys (59202)           | 38. Erquinghem-le-Sec (59201)    | 39. Escobecques (59208)           | 40. Faches-Thumesnil (59220)          |
| 41. Forest-sur-Marque (59247)        | 42. Fournes-en-Weppes (59250)    | 43. Frelinghien (59252)           | 44. Fretin (59256)                    |
| 45. Fromelles (59257)                | 46. Genech (59258)               | 47. Gondecourt (59266)            | 48. Gruson (59275)                    |
| 49. Hallennes-lez-Haubourdin (59278) | 50. Halluin (59279)              | 51. Hantay (59281)                | 52. Haubourdin (59286)                |
| 53. Hem (59299)                      | 54. Herlies (59303)              | 55. Herrin (59304)                | 56. Houplin-Ancoisne (59316)          |
| 57. Houplines (59317)                | 58. Illies (59320)               | 59. Lambersart (59328)            | 60. Lannoy (59332)                    |
| 61. Leers (59339)                    | 62. Lesquin (59343)              | 63. Lezennes (59346)              | 64. Lille (59350)                     |
| 65. Linselles (59352)                | 66. Lompret (59356)              | 67. Loos (59360)                  | 68. Louvil (59364)                    |
| 69. Lys-lez-Lannoy (59367)           | 70. La Madeleine (59368)         | 71. Le Maisnil (59371)            | 72. Marcq-en-Baroeul (59378)          |
| 73. Marquette-lez-Lille (59386)      | 74. Marquillies (59388)          | 75. Moncheaux (59408)             | 76. Mons-en-Baroeul (59410)           |
| 77. Mons-en-Pévèle (59411)           | 78. Mouchin (59419)              | 79. Mouvaux (59421)               | 80. Mérignies (59398)                 |
| 81. La Neuville (59427)              | 82. Neuville-en-Ferrain (59426)  | 83. Noyelles-lès-Seclin (59437)   | 84. Ostricourt (59452)                |
| 85. Phalempin (59462)                | 86. Pont-à-Marcq (59466)         | 87. Provin (59477)                | 88. Prémesques (59470)                |
| 89. Pérenchies (59457)               | 90. Péronne-en-Mélantois (59458) | 91. Quesnoy-sur-Deûle (59482)     | 92. Radinghem-en-Weppes (59487)       |
| 93. Ronchin (59507)                  | 94. Roncq (59508)                | 95. Roubaix (59512)               | 96. Sailly-lez-Lannoy (59522)         |
| 97. Sainghin-en-Mélantois (59523)    | 98. Sainghin-en-Weppes (59524)   | 99. Saint-André-lez-Lille (59527) | 100. Salomé (59550)                   |
| 101. Santes (59553)                  | 102. Seclin (59560)              | 103. Sequedin (59566)             | 104. Templemars (59585)               |
| 105. Templeuve (59586)               | 106. Thumeries (59592)           | 107. Toufflers (59598)            | 108. Tourcoing (59599)                |
| 109. Tourmignies (59600)             | 110. Tressin (59602)             | 111. Vendeville (59609)           | 112. Verlinghem (59611)               |
| 113. Villeneuve-d'Ascq (59009)       | 114. Wahagnies (59630)           | 115. Wambrechies (59636)          | 116. Wannehain (59638)                |
| 117. Warneton (59643)                | 118. Wasquehal (59646)           | 119. Wattignies (59648)           | 120. Wattrelos (59650)                |
| 121. Wavrin (59653)                  | 122. Wervicq-Sud (59656)         | 123. Wicres (59658)               | 124. Willems (59660)                  |